# Magrão
Márcio Rodrigues, conosciuto come Magrão (San Paolo, 20 dicembre 1978), è un ex calciatore brasiliano, centrocampista.

## Carriera

### Club
Il suo soprannome significa "Magro" e si riferisce al fatto che in gioventù la povertà della sua famiglia gli impediva di avere cibo sufficiente.
Nato nel quartiere di São João Clímaco, a San Paolo, ha vissuto la sua infanzia nella favela di Heliópolis.
Dopo essere stato scartato dalle giovanili del Palmeiras, nel 1992 gioca nel settore giovanile della Portuguesa, venendo poi scartato dopo un infortunio; si è poi trasferito al São Caetano, dove è diventato un calciatore professionista.

## Palmarès

### Club

#### Competizioni statali
- Campeonato Paulista Série A3: 1

Santo André: 1998
- Campeonato Paulista Série A2: 1

Sao Caetano: 1999

#### Competizioni nazionali
- Campionato brasiliano di seconda divisione: 1

Palmeiras: 2003
- Campionato emiratino: 1

Al Wahda: 2009-2010
- Supercoppa degli Emirati Arabi Uniti: 1

Al Wahda: 2011

#### Competizioni internazionali
- Coppa Sudamericana: 1

Internacional: 2008

### Individuale
- Bola de Prata: 2004